# Walid Chaddsch Jachja

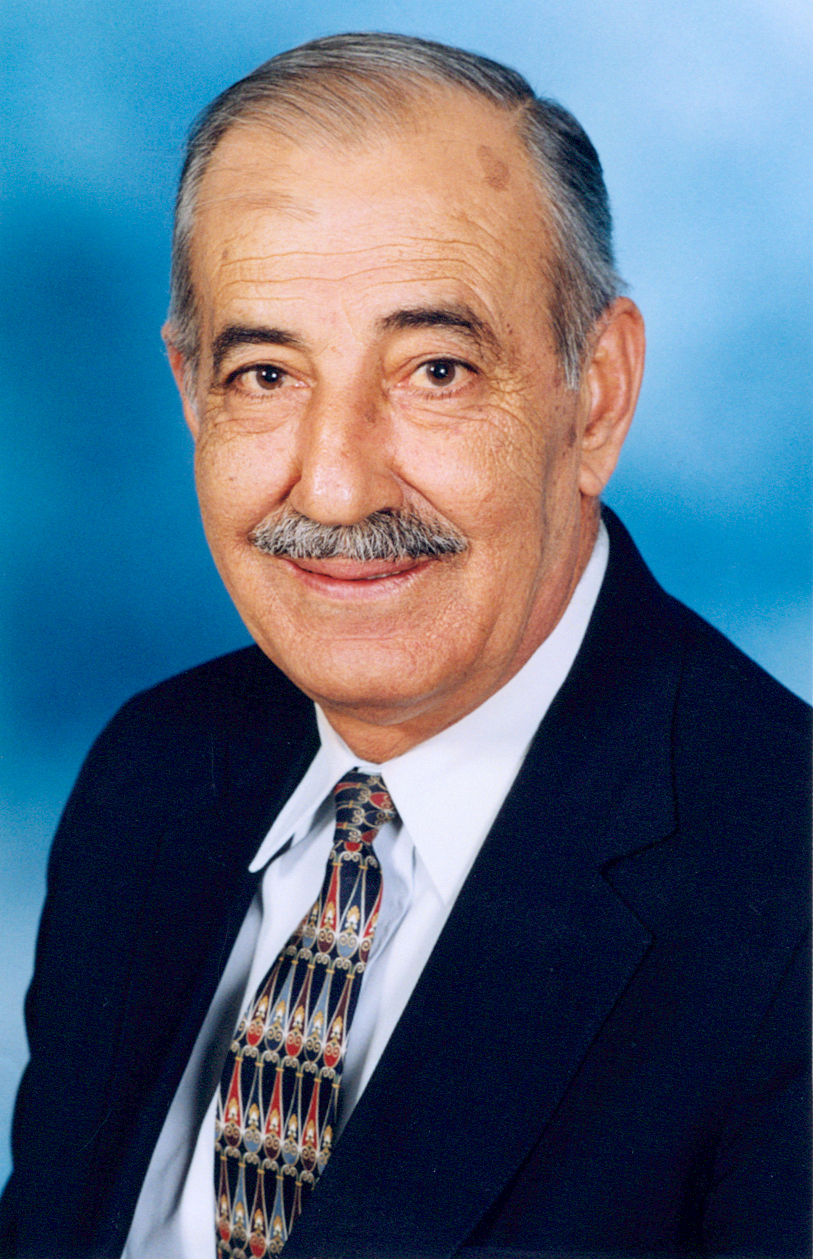
Walid Chaddsch Jachja

Walid Chaddsch Jachja (arabisch وليد حاج يحيى; hebräisch וליד חאג'-יחיא‎; auch bekannt als Walid Zaddik, hebräisch ואליד צאדק‎; * 1936 in Tayyibe; † 21. März 2015 ebenda) war ein arabisch-israelischer Politiker, der als Abgeordneter des Meretz stellvertretender Landwirtschaftsminister vom 4. August 1992 bis zum 18. Juni 1996 war.

## Leben
Walid Chaddsch Jachja wurde als Sohn einer Familie von wohlhabenden Bauern geboren, deren Vorfahren jahrhundertelang ihr angestammtes fruchtbares Land bearbeiteten. Er wurde nach dem Propheten Yahya ibn Zakariyya (dt. Johannes Sohn des Zechariah) benannt. Zudem trägt er in seinem Vornamen die Ehrenbezeichnung Hāddsch. Sein Vater verstarb, als er vier Jahre alt war. Daher musste seine Mutter die Landwirtschaft allein verwalten, was für ihn zum Vorbild wurde. Mit 18 Jahren  studierte er an der Hebräischen Universität Jerusalem, wo er einen BA in Soziologie und Politikwissenschaften erwarb. Über 23 Jahre arbeitete er als Schulleiter einer Höheren Schule in Tayyibe und war ein Mitglied des Zentralausschusses des Lehrerverbandes.

## Politik
Zuerst war er Parteimitglied der Machaneh Smol LeJisrael (hebräisch מחנה שמאל לישראל), auch bekannt als Scheli (hebräisch של"י), ein Akronym für Frieden für Israel (hebräisch שלום לישראל, Schalom LeJisrael). Bei der Wahl 1977 stand er auf deren Wahlliste; obwohl er keinen Sitz in der Knesset erwarb, gelangte er am 13. Februar 1981 in die Knesset, als er Helmut Ostermann ersetzte. Bei den Wahlen 1981 verlor er jedoch seinen Sitz in der Knesset.
Später war er Parteimitglied von Meretz. Bei der Wahl 1992 stand er auf deren Wahlliste und gelangte in die Knesset. Am 4. August 1992 wurde er zum stellvertretenden Landwirtschaftsminister in Jitzchak Rabins Regierung ernannt, dieses Amt behielt er unter Schimon Peres’ provisorischer Regierung bei. Bei den Wahlen 1996 wurde er wiedergewählt, er verlor jedoch sein Mandat bei den Wahlen 1999.